# Temesváry Kriszta
Temesváry Kriszta (Abasár, 1905. augusztus 3. – Szentes, 1988. március 1.) költő, pedagógus. A két világháború között irodalmi munkássága elismert volt, később feledésbe merült személye.

## Élete, költői pályája
A Mátra alján született, édesapja Temesváry Lajos tanító, édesanyja Csollány Rozália volt. Alsóbb iskolái elvégzése végett szülei 8 évesen Szentesre küldték apai nagyszüleihez. Kriszta a szentesi Polgári Leányiskola tanulója lett, s itt kezdett megismerkedni az irodalommal, színjátszással és a zenével. A polgári iskolát 1919-ben végezte el. Ezt követően az egri Angolkisasszonyok leánygimnáziumába iratkozott be. Ezekben az években kezdett tudatosan írni. Előbb hecces diákverseket, majd komolyabbakat és prózát. 1923-ban érettségizett, majd a fővárosba került, ahol a Pázmány Péter Tudományegyetem magyar-történelem szakos hallgatója lett. Első versét az Élet c. folyóirat közölte 1925-ben.
Az egyetem elvégzése után nem kapott tanári állást, így az 1920-as évek végén és az 1930-as évek elején alkalmi munkákból élt: dolgozott az Állami Pénzverdében betanított munkásként, a Hutter és Lever Szappangyárban propaganda-tisztviselőként, az Ügyvédi Kamarában címíró volt, de gyerekfelvigyázást is vállalt. Versei 1931-től rendszeresen jelentek meg az Új Idők-ben.
Nemsokára neves pártfogóra lelt Farkas István festőművész személyében, aki apja halála miatt 1932-ben költözött haza Párizsból, hogy átvegye örökét, a Singer és Wolfner Könyvkiadó Rt. igazgatását. A fiatal költőnő versei nagy hatást gyakoroltak rá.
Verseim olvastán meg akart ismerni, s 1934-ben – számomra meglepetésként – díszesen illusztráltatva, meleg szavakkal kommentálva kiadatta első, Versek c. kötetemet.
Erről a kötetről a szentesi Aranykalász c. irodalmi folyóirat is beszámolt megjegyezve, hogy „…van egy-két verse, amely igazi tehetségre vall.”
De nem csak a kötet kiadását köszönhette Farkas Istvánnak. 1935-ben az ő közbenjárására a fiatal tanárnőt, bár gépelni még nem tudott, gépíróként a Budapesti Hírlap-nál vették alkalmazásba. Csakhamar azonban kiemelték ebből a státuszból, és megnyílt számára az írói pálya. Életének legsikeresebb időszaka köszöntött rá. Verseit, novelláit, recenzióit sűrűn leközölték, de már más lapok is átvették írásait.
Tágult körülöttem a tér. Antológiák kértek tőlem verseket (köztük olasz is), a cleavlend-i Magyarság, az erdélyi Pásztortűz közölt, rádiószereplés, megzenésített versek … Bibó Lajos meghökkentően szép véleménye: az egyetlen komoly magyar költőnő…
A diadal azonban nem tartott sokáig. 1939-ben a zsidótörvények értelmében a Budapesti Hírlap-ot leépítették. A helyébe lépett Függetlenség c. újság – irodalmi rovat híján – már csupán gépírónőként számított a munkájára. Keserű vigasz volt, hogy Farkas István még egy verseskötetét kiadatta A diadalmas porszem (1942) címmel.
1942-től pedagógiai pályára állt: az újvidéki magyar fiúgimnáziumban tanított. 1944 szeptemberétől Budapestre került az Andrássy úti leánygimnáziumba, ahol azonban a folyamatos bombázások miatt tanítás már nem volt. Az ostromot a fővárosban élte át. 1945 márciusában Szentesre költözött, ahol általános iskolákban kapott munkát: hat éven át felső tagozatos diákokat oktatott. 1951-től a Horváth Mihály Gimnázium magyar-történelem szakos tanárnője. 1960-ban nyugdíjba vonult.
A háborút követő időszak költői munkásságának nem kedvezett. Bár a Vigilia még leközölte néhány költeményét, a régi dicsőség elveszett. Szomorú jelzője volt ennek az az eset, amikor 1970-ben az Iskolatévé egyik adásában megszólaltatták egy régi versét (Hegyet álmodtam csillagokból), de más szerző neve alatt. Írt is levelet a szerkesztőségnek, ahol sajnálattal vették tudomásul a tévedést, helyreigazítás azonban nem történt.
1965-ben 60 évesen kötött házasságot Molnár Kálmán mezőgazdásszal, akivel 15 évig boldog házasságban élt.

## Költészete
A csendes, halk szavú, szerény tanárnő verseit is a csendes, halk, szelíd szó jellemzi. Költészetében megfigyelhetőek a hagyományos, kötött megoldások, a szépen csengő rímek, ugyanakkor a modern szabad vers sem volt idegen tőle. Ez utóbbi verseiben a gondolat ritmusa, zenéje fogja össze a költeményt. Versei sokszor kesernyés hangulatúak, szomorkásak, máskor múltba tekintő nosztalgia jellemzi őket: az elveszett szülőföld, a Mátra vidéke, a szülőfalu gyakran sajátos hangulatú, romantikus gondolatokra ihleti. Más verseit az életbölcsesség hatja át.
A diadalmas porszem c. kötetét Benedek Marcell méltatta az Új Idők-ben.
Az Uj Idők  olvasói ismerik ezeket a verseket és bizonyosan örömmel látják együtt kötetbe gyűjtve. Egy végtelenül finom leány lélek benyomásai hangulatai. Előadásuk oly egyszerű és természetes mintha csak kilehelné őket magából a költő. Temesváry Kriszta akár szabályos formák közé szorítja mondanivalóit, akár szabad verset ír, erőlködés nélkül találja meg az egyedül lehetséges természetes kifejezést. Elmondhatja magáról a latin költővel: „Bármit próbáltam mondani vers vala”. … Leírásai önvallomások, képei önarcképek a szónak legmélyebb, legköltőibb értelmében. … Harsogó szólamokat vérpiros szenvedélyeket hiába keresne az olvasó ezekben a versekben. Temesváry Kriszta őszinteségében is szemérmes, melegségében csöndes. De meg fogják hallani a szavát. A muzsikát hallgató embernek is jólesik, ha a fanfárok harsogását néha a hegedűk pianissimója váltja fel.

## Művei
- Versek. Budapest, Singer Wolfner, 1934.
- A diadalmas porszem. Versek. Budapest, Singer Wolfner, 1942.
- Tíz vers – Tíz rajz. ill.: László Anna. Szerk.: Rózsa Gábor, Sajtó alá rend.: Bucsány György. Szentes Városi Könyvtár, Szentesi Szépműves Céh, 1991. (e-Könyvtár Szentes)
- Rózsa Gábor: Kriszta-versek: a versről. Szentesi Élet 1997. ápr. 12. (e-Könyvtár Szentes)
- Szentes irodalmi emlékei. Szerk.: Vágvölgyi Zoltán. Szentes, 2016. (e-Könyvtár Szentes)

## Róla szóló irodalom
- Semetkay József: Temesváry Kriszta. Versek (könyvismertetés) Aranykalász 1935. dec. 20. 46-47. o.
- Benedek Marcell: A diadalmas porszem. Temesváry Kriszta versei. Új Idők 1943. 5. sz. 140. o.
- Rózsa Gábor: Temesváry Krisztáról. Bemutató a könyvtárban. Szentesi Élet 1990. aug. 18. (e-Könyvtár Szentes)
- Temesváry Kriszta. Krónika. Horváth Mihály Gimnázium, 1990-2000 22-23. o. Szentes, 2001.
- Temesváry Kriszta (Molnár Kálmánné). In: Szentes helyismereti kézikönyve. (Szerk: Kis-Rácz Antalné, Labádi Lajos, Vörös Gabriella) Szentes, 2000.